# Palazzo Sylos-Calò
Il Palazzo Sylos-Calò di Bitonto è una residenza nobiliare del Cinquecento in stile tardo-rinascimentale. È oggi sede della Galleria nazionale della Puglia.

## Storia
Fu fatto costruire a Bitonto da Giovanni Alfonso Sylos nella prima metà del XVI secolo per esaltare la ricchezza e la nobiltà del casato. L'esterno del palazzo fu costruito nel 1529, mentre il loggiato e gli spazi interni vennero completati solo nel 1583. Il palazzo si erge sui resti di una chiesa donata a Francesco Saverio Sylos.

## Descrizione
La facciata che dà sulla strada presenta un aspetto irregolare, a causa dell'adattamento all'andamento della via. Il loggiato è realizzato su due livelli. Il grande portale d'ingresso, che ricorda quello del Palazzo De Ferraris-Regna, dà direttamente sul cortile porticato; è in stile tardorinascimentale, ed è inquadrato da due lesene, con due effigi imperiali sotto il cornicione. Il cortile interno, più regolare della facciata, ha una pianta quadrangolare. Il suo porticato si erge su otto colonne con capitelli tutti diversi fra loro. L'androne, come negli altri palazzi bitontini, è coperto da volte ribassate con lunette e presenta colonne lisce con capitelli corinzi, ripresi dal rinascimento fiorentino. 
I vani del piano terra presentano volte a botte o a crociera. È presente una torre cilindrica, forse adibita originariamente a torre di avvistamento e difesa. La loggia che si affaccia su piazza Cavour offre l'espressione più ricca del Rinascimento pugliese.
Dal 2009 ospita la Galleria nazionale della Puglia, che custodisce la collezione di dipinti di arte moderna donata allo Stato da Girolamo e Rosaria De Vanna.